# Umashiashikabihikoji

Umashiashikabihikoji est une divinité primordiale japonaise,. Il était le quatrième à naître.
Son nom en japonais est 宇摩志阿斯訶備比古遅神, également connu sous le nom de « Beau garçon de roseau en herbe ». Il figure dans le Kojiki et le Nihongi, deux textes anciens japonais, en tant que l'un des premiers dieux du shintoïsme,.
Dans le Kojiki, cette divinité est appelée Umashiashikabihikoji no kami, tandis que dans le Nihongi, elle est nommée Umashiashikabihikoji no mikoto. Il est l'un des cinq Kotoamatsukami selon le Kojiki et n'est cité que dans un 'écrit alternatif' du Nihon Shoki.
Umashiashikabihikoji est associé à la création du ciel et de la terre. Initialement, la terre avait l'aspect de pétrole flottant et bougeait comme une méduse. Dans cet état primitif, un objet semblable à un roseau est apparu, se transformant en le kami Umashiashikabihikoji.
Kamimusubi l'a précédé et Amenotokotachi lui a succédé.
C'est un Hitorigami, ou une divinité singulière née au début de l'univers.
Il n'a pas été mentionné comme un Oyagami ou un ancêtre du clan.

## Dans leKojiki
Le Kojiki est un texte japonais ancien et important. Il est dit qu'Umashiashikabihikoji était le quatrième kami à apparaître. Il est apparu avec d'autres divinités comme Ametokotachi. Ils se sont cachés après leur apparition. Umashiashikabihikoji a un nom genré. Il est le premier kami portant un tel nom.
Le Kojiki dit qu'Umashiashikabihikoji était le quatrième kotoamatsukami. Les kotoamatsukami étaient des divinités apparaissant seules. On les appelle hitorigami. Ces divinités se sont ensuite cachées.

## Variationsnihongi
Le Nihongi présente différentes histoires : dans certaines, Umashiashikabihikoji est le premier kami, tandis que dans d'autres, il est le deuxième. Ce kami n'est associé à aucun clan. Son rôle se situe dans les premiers stades du monde. Cela démontre la variété des mythes shinto et souligne le lien entre la nature et le divin dans les croyances japonaises.